# 廣野俊彦
廣野 俊彦（ひろの としひこ、1961年（昭和36年）2月25日 - ）は、四季グループ経営者（陶磁器製造卸・写真スタジオ・Web & Graphic製作・デザイン会社・美術商）陶芸家。

## 人物
京都府京都市上京区下清蔵口町にて廣野昌夫 静子の次男として生まれる

## 経歴
- 1961年2月 昌夫  静子の次男として京都市上京区で生まれる。
- 1988年 27才 京永堂（陶磁器卸）京都市東山区にて創業
- 1994年 33才 株式会社京永堂四季設立（陶磁器製造卸／写真スタジオ）
- 1997年 36才 東京渋谷に京永堂四季東京支社開業
- 2000年 39才 京都東山区に建設中の京永堂四季本店社屋完成
- 2001年 40才 京都右京区に京永堂四季支社開業
- 2003年 42才 東京中央区麹町に京永堂四季東京支社移転  株式会社四季デザイン設立（Web製作&Graphic）  京都東山区に四季デザイン本社ビル完成  東京田町に四季デザイン東京支社開業
- 2007年 46才 品川港南に四季デザイン東京支社移転
- 2007年 46才 株式会社オフィス廣野設立（陶磁器製造＆Web製作）  京都山科区にオフィス廣野社屋完成
- 2010年 49才 神奈川葉山一色に自宅＆アトリエ完成（高橋是清葉山邸跡地）
- 2013年 52才 神奈川鎌倉に四季デザイン鎌倉支社開業
- 2014年 53才 渋谷代官山に四季デザイン東京支社移転
- 2014年 53才 京都山科に建設中の廣野工房完成
- 2016年 55才 四季デザイン本社ビル売却
- 2017年 56才 55才で会社経営から退く決意をしていたので陶芸に専念する為に四季グループ全てをM&Aにて売却
- 2018年 57才 京都山科区の工房にて弟子10名と共に陶芸に専念する